# Harine
Harine (nep. हरिने) – gaun wikas samiti w środkowej części Nepalu w strefie Dźanakpur w dystrykcie Dhanusa. Według nepalskiego spisu powszechnego z 2011 roku liczył on 939 gospodarstw domowych i 5051 mieszkańców (2664 kobiety i 2387 mężczyzn).